# Gustav Wetterström
Gustav Wetterström est un footballeur international suédois, né le 15 octobre 1911 et mort le 16 novembre 1991.

## Biographie
Jouant au poste d'attaquant, il est international suédois à sept reprises (1934-1938) pour sept buts marqués.
Il participe à la Coupe du monde de football en France, en 1938. Il fait un triplé (32e, 37e et 44e minutes de jeu) contre Cuba, match qui se solde par un score sans appel de 8 buts à 0. La Suède termine quatrième du tournoi, battue par le Brésil (2-4).
Il est joueur au IK Sleipner, un club de Norrköping.

## Palmarès
- Championnat de Suède de football
  - Vainqueur en 1938
  - Vice-champion en 1937
- Coupe de Suède de football
  - Finaliste en 1941